# Vojin Bakić
Vojin Bakić (Bjelovar, 5. jun 1915 — Zagreb, 18. decembar 1992) bio je srpski i jugoslovenski vajar i slikar.
Vojin Bakić je bez sumnje jedan od najvećih srpskih vajara 20. veka, umetnik evropskog formata: autor koji je uspeo da u avangardizma apstrakcije ostvari monumentalnost i neposrednost koje su, tradicionalistički gledano, obeležja klasične figurativne skulpture.

## Biografija
Njegov otac, Konstantin "Kosta", rođen je u Bjelovaru 1882. godine u bogatoj srpskoj porodici. Preminuo je od upale pluća na Sušaku 1925. godine, kada je Vojinu bilo tek deset godina. Vojinova majka Jelena rođena je u primorskom gradiću Bakru 1889. godine u pomorskoj i brodovlasničkoj porodice. Jelena je prešla na pravoslavnu veru upoznavši Kostu i ime Josipa, koje je pre nosila, promenila u Jelena. Umrla je 1970. godine. Jelena i Kosta imali su šestoro dece, među kojima je bilo pet sinova: Aleksandar, Milan, Vojo, Nikola i Slobodan, te jedna kći, Dušanka. Aleksandar, Milan, Nikola i Slobodan su ubijeni u logoru Jadovno. Dušanka je umrla 1989. godine.
Bakić je rođen u Bjelovaru. U gimnaziji je prolazio s vrlo dobrim uspehom. Najviše se zanimao za filozofiju, sociologiju i književnost, a interesovali su ga i strani jezici poput francuskog i nemačkog, zatim crtanje i vajarstvo. Od malih je nogu pokazivao interes za gradnju kućica za golubove i zečeve, a i za crtanje i slikarstvo. Voleo je raditi s glinom i gipsom. Izradio je bezbroj skica sedeći na plaži Šoderici kraj Koprivnice, ili na bjelovarskom korzou.
Prvi put se Bakićevi radovi prikazuju u Bjelovaru 1933. godine za njegovih gimnazijskih dana pred veliku maturu. Izložio je Mojsija u gipsu, ženski torzo iz gline, izrađen prema jednoj djevojci iz razreda, i nekoliko skica i portreta.
Vojin je već u gimnaziji pokazivao želju za sopstvenim gledanjem i tumačenjem pojava oko sebe, pa se često znao suprotstaviti i stavovima svojih profesora, što je ponekad dovodilo do nesporazuma i sa samim direktorom, ali su tom samosvesnom mladiću stručnjaci za likovne umetnosti proricali veliku budućnost. Već mu je njegov profesor crtanja u sedmom razredu gimnazije rekao: „Bakiću, Vi ste izrazit talenat i nemojte to izneveriti.”
Nakon završene gimnazije, on je najpre upisao studije prava, ali mu taj nije odgovarao, pa je već sledeće godine, uz pomoć braće Aleksandra i Milana, upisao Akademiju likovnih umetnosti u Zagrebu. Prve dve godine je završio u klasi profesora Frana Kršinića, a druge dve u klasi profesora Roberta Frangeša-Mihanovića. Prvu samostalnu izložbu Bakić izlaže u bjelovarskom Muzičkom zavodu.

### Politika i rat
Vojin se nije politički opredjeljivao, ali je učestvovao u nekoliko prijeratnih demonstracija levih stranaka i organizacija. Međutim, opredeljenje se ubrzo nametnulo samo od sebe. Godine 1941. sva četiri Vojinova brata odveli su ustaše prvo u logor Danicu, a zatim u Jadovno na Velebitu gde su sva četvorica ubijeni. Bakića su ustaše takođe uhapsili 1941. godine ispred ulaza u stan u Zagrebu. Izbegao je sudbinu braće jer je njegov učitelj i mentor Fran Kršinić pismeno garantovao za njega i na taj način se sam izložio opasnosti.
Vojo je bio i vojni bjegunac: dobio je poziv za domobranstvo, ali se nije odazvao. Imao je takođe i lažnu ličnu kartu na ime Ivan Stilinović. Kršinić mu je pronašao posao nakon izlaska iz zatvora: na Zagrebačkom velesajmu krpio je i popravljao modele raznih životinja, a kasnije je prešao na Agronomski fakultet, gde je po narudžbini profesora izrađivao modele životinja koji su još i nakon Drugog svetskog rata služili za demonstriranje studentima.

### Posleratni period
Posle 1945. postepeno napušta ranije usmerenje i teži impresionističkoj obradi površine s izražajnim prelivima svetlosti i senke. U tom periodu radi portrete, među kojima se psihološkom uverljivošću i upečatljivom stilizacijom ističu I. G. Kovačić, 1946, i S. S. Kranjčević, 1948. Sa "Spomenikom strijeljanima u Bjelovaru" (1947) Prvi put se isprobava na javnoj narudžbini; izvodi statuu jezgrovitu poput znaka i izrazitih monumentalnih svojstava. Proces komprimovanja i kristalizacije volumena primećuje se 1950. na skulpturi "Bik" (Bijenale u Veneciji 1956), djelu koje prevazilazi učenjačke kategorizacije iu kojem se preklapaju apstrakcija, kubizam i ekspresionizam. Istu tendenciju pokazuju skice za "Spomenik Marksu i Engelsu" (1950 — 1953; nisu izvedene), zapravo prvi slobodniji predlozi za rešavanje tradicionalnih vajarskih zadataka. Značajan je "Autoportret" iz 1952, izrazitih kubičnih karakteristika, a posebno Spomenik borcima revolucije, sa likom Stjepana Filipovića u Valjevu, velikih dimenzija i krajnje pročišćenosti u okvirima antropomorfnog motiva. Serijom "Aktova", "Torza" i "Glava" zaokružuje svoja istraživanja organskih, asocijativnih oblika, a 1958. se priklanja izazovima otvorene forme, unutrašnjih prostora i svetlosnih odraza.
Međutim, u proleće 1956. godine, požar bivšeg Meštrovićeva ateljea, u koji se Bakić pre nekoliko godina bio uselio sa četvoricom drugih umetnika, uništio je "stotinak" skulptura, fascikle sa crtežima, fotografije i dokumentaciju te nekoliko završenih spomeničkih studija.
Od 1956. godine Bakić je uglavnom redovno boravio po nekoliko meseci u uvali Duboka kraj Gršćica na ostrvu Korčuli. Mediteranska sredina pogodovala je stvaralačkom radu, o čemu svedoči stara ribarska kuća preuređena za atelje u Dubokoj. Zatim su došle godine najintenzivnijeg rada; izložbe su se nizale jedna za drugom, a s njima i putovanja po svetu. Vrlo su brojne izložbe na kojima je on učestvovao ili su mu bile posvećene - u Bjelovaru i Zagrebu, u Osijeku i Dubrovniku, na Rijeci, u Poreču, u Ljubljani i Beogradu, u Londonu, u Štutgartu, Berlinu, Majncu, Erlangenu, Kaselu, Bohumu, u Parizu i Antibesu, u Briselu, u Veneciji, Milanu i Rimu, u Lozani i u Bratislavi, u Vašingtonu, u Sao Paolu.
Izlagao je u okviru Jugoslovenskog paviljona na Svetskoj izložbi u Briselu 1958. godine.
Ciklus "Razvaline" forme označava prelaznu fazu od punog, čvrstog volumena do ispražnjene ljuske, svojevrsnog skulpturalnog negativa. U daljem razvoju, Bakić među prvima u Hrvatskoj sledi načela geometrijske apstrakcije i optičkih istraživanja: u "Razvijenim površinama", 1960 — 1964, artikuliše stroge i sistemske celine sastavljene od nanizanih elemenata, au "Svjetlonosnim oblicima", 1963 — 1964, stvara efektne strukture modulisanjem istovrsnih ogledalskih jedinica, pri čemu upotrebljava i nove materijale (nerđajući čelik).
Složenu problematiku tog razdoblja pokazuje „Spomenik revoluciji” u Kamenskoj, krilatih i lisnatih formi, realizovan nakon deset godina rada, 1958—1968. Autor je skulpture "Vijenac", koja se dodeljuje pobednicima Goranovog proleća u Lukovdol u, od 1971.
Novija ostvarenja su mu „Spomenik žrtvama željezničke nesreće u Zagrebu”, 1975 — 1978, te spomenici u Kragujevcu, Dotršćini (Dolina grobova) i na Petrovoj gori (1982).
Godine 1987, Vojin i njegov sin Zoran (arhitekta) osvojili su prvu nagradu za ostvarenje spomenika Josipu Brozu Titu u Zagrebu. Spomenik je trebalo da bude izložen na Trgu revolucionara (danas Trg Stjepana Radića), ispred gradske skupštine. Planirano je da spomenik bude završen do 100. godišnjice Titova rođenja, 1992, ali je usled događaja početkom 1990-ih projekat napušten.

## Rušenje Bakićevih spomenika
Početkom 1990-ih veliki deo Bakićevog stvaralaštva u Hrvatskoj je oštećen ili uništen:
a) Uništeni spomenici od 1990. do 1995. godine
- Bjelovarac, bronza, Spomen-park Borik, Bjelovar, poklon rodnom gradu s odavanjem počasti tragičnom porodičnom gnezdu. Miniran 1991. godine. Ostala je šaka jedne ruke i glava, a ostali delovi završili su u livnici Tomo Vinković u Bjelovaru. Spomenik je obnovljen i postavljen na svoje mesto 8. decembra 2010. godine.[8]
- Gudovčan ili Pred streljanje, bronza, selo Gudovac kraj Bjelovara. Miniran 1991. godine, istaljen.
- Spomenik pobede naroda Slavonije, nerđajući čelik, selo Kamenska, na raskršću puteva Sl. Požega, Pakrac, Voćin. Miniran 21. februara 1992. godine, delovi upotrebljeni za izradu posuđa.[9][10]
- Spomenik bilogorski partizanima, bronza, selo Bačkovica, nekoliko kilometara od Bjelovara. Bronzani partizan je miniran i pretopljen 1991. godine.
- Spomenik palim borcima, bronza, ispred škole u Čazmi, srušen i uništen 1991. godine.
- Spomen-park Dotršćina, kraj Zagreba, u Dolini grobova postavljeno je šest do sedam Bakićevih skulptura od nerđajućeg čelika i kubusa, kristali od crnog mermera, različitih oblika, rasutih po prostoru. Autor je razmještaj kristala zamislio kao razgovor u prirodi. Čitav prostor pokriven je bršljanom ne bi li žrtve spokojnije bile. Sve je razbacano, pokradeno, uništeno.
- Ispred Gradske biblioteke Ivan Goran Kovačić u Karlovcu postavljena su poprsja Ljudevita Jonkea, slaviste, Silvija Strahimira Kranjčevića, pesnika i Ivana Gorana Kovačića, pesnika. Samo je poprsje Ivana Gorana Kovačića uništeno (izrezano na komade) u noći od 16. do 17. jula 2004. godine.

b) Oštećeni spomenici i skinute spomen ploče
- Spomenik na Petrovoj gori, armirani beton i nerđajući čelik. Nakon operacije Oluja, spomenik je oštećen,[11] odnesene su mnoge ploče.
- Skinuta je spomen ploča Braći Bakić s porodične kuće u Bjelovaru.
- Skinut natpis sa porodične grobnice na groblju Sv. Andrija u Bjelovaru.
- Promjenjen je naziv ulice braća Bakić u Bjelovaru.
- Skinuta bronzana bista Josipa Broza Tita u Velikom Trojstvu. Sklonjena u Gradski muzej Bjelovar.

## Retrospektiva Vojina Bakića
„Retrospektiva Vojina Bakića - Svjetlosne forme“ u Muzeju suvremene umjetnosti u Zagrebu održana je od 7. decembra 2013. do 2. marta 2014. godine. Izložba je dobila sjajne kritike i veliku pažnju medija i publike pa je produljeno njeno trajanje a postala je i kulturni događaj godine 2013, prema anketi Jutarnjeg lista u kojoj je učestvovalo 15 kulturnjaka različitih profila. Izložbom želi da se postigne vraćanje Vojinu Bakiću mesta koje mu pripada u istoriji hrvatske i evropske umetnosti ali i da se podstakne na promišljanje odnosa hrvatskog društva prema spomeničkoj baštini i društvenom sećanju. Osim najvažnijih radova poput Bika, bili su izloženi i crteži, skice, makete spomenika, fotografska uvećanja, projektna i lična dokumentacija, audio i filmska građa. Prvi puta je javnosti prikazana studija i maketa za nikad realizovan zagrebački spomenik Titu. Izložba se održala pod visokim pokroviteljstvom predsednika Republike Hrvatske Ive Josipovića.

## Galerija
- Autoportret - izložak na "Retrospektivi Vojina Bakića" u MSU Zagreb
- Glave devojke, deo kolekcije Narodnog muzeja, 1945.
- „Poziv na ustanak“, park Borik u Bjelovaru, 1947.
- „Poziv na ustanak“, ispred bivšeg muzeja „4. juli“ u Beogradu[15]
- Model za Spomenik Marksu i Engelsu 1953.
- Skica za spomenik Marksu i Engelsu
- Spomenik borcima revolucije u Valjevu, 1961.[16]
- „Ivan Goran Kovačić“, park Ribnjak u Zagrebu, 1963.
- Svjetlonosni oblici, 1963-1964.
- Spomenik žrtvama fašizma u Dotršćini, 1968.
- Spomenik žrtvama železničke nesreće, 1975.
- Razrezane površine, sredina 1970-ih
- Spomen-obeležje naroda Hrvatske, spomen-park Kragujevački oktobar, 1981.
- Tito, izložak na "Retrospektivi Vojina Bakića" u MSU Zagreb
- Agitator
- Portret Jovana Jovanovića Zmaja, 1953. godina.

## Literatura
- Prelog, Milan (1958). Vojin Bakić. Zagreb: Naprijed.  78862087
- T. Maroević, Vojin Bakić, Zagreb 1998.
- D. Matić, Vojin Bakić - moj prijatelj, Zagreb 2007.
- S. Livada. Sudbina djela hrvatskog skulptora Vojina Bakića. ISBN 978-953-7099-20-6.
- Ivančević, Nataša (2012—2015). „Promjena tipologije spomeničkog rješenja Vojina Bakića — Spomenik pobjedi revolucije naroda Slavonije, Kamenska”. Anali Galerije Antuna Augustinčića. 32—33/34—35: 405—426.
- Ivančević, Nataša (2013). „Svjetlonoša i bik / Lightcarrier and the bull”. Vojin Bakić. Svjetlosne forme (katalog retrospektive Vojina Bakića), Muzej suvremene umjetnosti. Zagreb: 15—110.
- Maković, Zvonko (2013). „Spomenička plastika Vojina Bakića (Vojin Bakić's Memorial Monuments)”. Vojin Bakić. Svjetlosne forme (katalog retrospektive Vojina Bakića), Muzej suvremene umjetnosti. Zagreb: 163—216.
- Поповић, Разуменка Зума (1981). Споменици Народноослободилачке борбе и револуције СР Србије 1941—1945. Београд: Експорт прес.  1024016515
- Prelog, Milan (1953). „Djelo Vojina Bakića” (PDF). Pogledi : časopis za teoriju društvenih i prirodnih nauka. Zagreb. 53/12: 912—919.
- Prelog, Milan (1983). „BAKIĆ, Vojin”. Hrvatski biografski leksikon. Zagreb: Leksikografski zavod „Miroslav Krleža“.
- Kolešnik, Ljiljana (1998). „Hrvatska spomenička skulptura u kontekstu europskog modernizma druge polovice 20. stoljeća: primjer V. Bakića” (PDF). Radovi Instituta za povijest umjetnosti. Zagreb. 22: 187—201.
- Cvetnić, Sanja (2017). „Akademici Vojin Bakić, Edo Murtić, Vladimir Marković: susret u zavičaju”. Radovi Zavoda za znanstvenoistraživački i umjetnički rad u Bjelovaru. 10: 75—90.
- Maković, Zvonko (2001—2005). „Spomenička plastika Vojina Bakića: jučer, danas, sutra” (PDF). Anali Galerije Antuna Augustinčića. 21—25: 405—420.
- Kuhar, Robert (2014). Diskontinuitet u skulpturi (doktorski rad) (PDF). Zagreb: Akademija likovnih umjetnosti Sveučilišta u Zagrebu.
- Šimat Banov, Ive (2013). Hrvatsko kiparstvo od 1950. do danas. Zagreb: Naklada Ljevak.
- Стојановић, Братислав (1956). „Споменик Марксу и Енгелсу у Београду” (PDF). Годишњак Музеја града Београда. Београд. III: 553—588.
- Maroević, Tonko (1988/1989). „Bakić-Radovani: paralelizam ili polarizacija” (PDF). Radovi Instituta za povijest umjetnosti. Zagreb: Institut za povijest umjetnosti (12—13): 325—328.
- Грујић, Вера Б. (2017). Збирка југословенске скулптуре Народног музеја у Београду. Београд: Народни музеј, (Београд : Публикум).  252865548
- Erceg-Sarajčić, Gordana (1983). „Dela jugoslovenskih likovnih umetnika u zbirci Muzeja „25. maj”” (PDF). Vesnik, organ Vojnog muzeja u Beogradu. Beograd: Vojni muzej (29): 175—216.  41168903
- Istorija umetnosti u Srbiji XX vek. Tom 2, Realizmi i modernizmi oko hladnog rata / [autor projekta i urednik knjige Miško Šuvaković ; autori studijskih oblasti Nevena Daković ... [et al.] ; saradnici na studijskim raspravama Jelena Arnautović ... et al.]. Beograd: Orion art : Katedra za muzikologiju Fakulteta muzičke umetnosti, (Beograd : Cicero). 2012.  193326604
- Cvetić, Mariela (2012). „Monumentalna memorijalna politička skulptura”. u Istorija umetnosti u Srbiji XX vek. Tom 2, Realizmi i modernizmi oko hladnog rata / [autor projekta i urednik knjige Miško Šuvaković ; autori studijskih oblasti Nevena Daković ... [et al.] ; saradnici na studijskim raspravama Jelena Arnautović ... et al.]. Beograd: Orion art : Katedra za muzikologiju Fakulteta muzičke umetnosti, (Beograd : Cicero). стр. 303—322.  193326604

## Spoljašnje veze
- Jutarnji.hr: VOJIN BAKIĆ Režimski umjetnik? Ne, prvak avangarde koji se Titu nikako nije dopadao (23. XI 2013) Архивирано на веб-сајту  (11. децембар 2013), pristupljeno 7. decembra 2013.
- SKD Prosvjeta: Teško da u nas ima većeg modernog kipara i tragičnije ličnosti od Vojina Bakića Архивирано на веб-сајту  (24. септембар 2015), pristupljeno 7. decembra 2013.